# John Hollins
John William Hollins (Guildford, 1946. július 16. – 2023. június 14.) válogatott angol labdarúgó, hátvéd, középpályás, edző.

## Pályafutása

### Klubcsapatban
1963 és 1975 között a Chelsea, 1975 és 1979 között a Queens Park Rangers, 1979 és 1983 között az Arsenal, 1983–84-ben ismét a Chelsea labdarúgója volt. 1989-ben egy mérkőzésen az ír Cobh Ramblers csapatában is szerepelt. 1963 és 1983 között 714 élvonalbeli mérkőzésen szerepelt és ezzel a mezőnyjátékosok között csúcstartó és második a teljes örökranglistán a kapus Peter Shilton mögött.
A Chelsea csapatával 1970-ben angolkupa-győztes volt, majd a következő idényben KEK-győztes lett. Az Arsenallal az 1979–80-as idényben KEK-döntős volt.

### A válogatottban
1967-ben egy alkalommal szerepelt az angol válogatottban.

### Edzőként
1985 és 1988 között a Chelsea vezetőedzőjeként dolgozott. 1997-ben a Queens Park Rangers megbízott edzője volt. 1998 és 2001 között a Swansea City, 2001–02-ben a Rochdale, 2003-ban a Stockport County, 2004-ben a Stockport Tiger Star, 2005–06-ban a Crawley Town, 2008-ban a Weymouth szakmai munkáját irányította.

## Sikerei, díjai

### Játékosként
Chelsea
- az év labdarúgója (1969–70, 1970–71)
- Angol bajnokság – másodosztály
  - bajnok: 1983–84
- Angol kupa (FA Cup)
  - győztes: 1970
- Angol ligakupa
  - győztes: 1964–65
- Kupagyőztesek Európa-kupája
  - győztes: 1970–71

 Arsenal
- az év labdarúgója: 1981–82
- Kupagyőztesek Európa-kupája
  - döntős: 1979–80

### Edzőként
Chelsea
- Full Members' Cup:
  - győztes: 1985–86

 Swansea City
- Angol bajnokság – harmadosztály
  - bajnok: 1999–00

## Statisztika

### Mérkőzése az angol válogatottban
| Anglia | Anglia          | Anglia                  | Anglia | Anglia   | Anglia        | Anglia     | Anglia | Anglia  |
| #      | Dátum           | Helyszín                | Hazai  | Eredmény | Vendég        | Kiírás     | Gólok  | Esemény |
| ------ | --------------- | ----------------------- | ------ | -------- | ------------- | ---------- | ------ | ------- |
| 1.     | 1967. május 24. | London, Wembley Stadion | Anglia | 2 – 0    | Spanyolország | barátságos | -      |         |
|        | Összesen        |                         |        | 1        | mérkőzés      |            | 0      | gól     |